# آراکی داشی
آراکی داشی (به ژاپنی: 荒木 だし); تولد ۱۵۵۸؟ – ۲ ژانویهٔ ۱۵۸۰) یک زن در دوره سنگوکو همسر آراکی موراشیگه صاحب قلعه ایتامی/آریئوکا در ولایت ستسو بود البته مادر پسر ارشد موراشیگه آراکی موراتسوگو یک زن دیگر بود.
نظریه ای وجود دارد که داشی نامی مسیحی برای تعمید بوده است، و این زن مسیحی بوده است. همچنین تسوجی نوبو، استاد بازنشسته دانشگاه توکیو، در مورد بسیاری از اشعاری که داشی در زمان اعدام از خود به جای گذاشت، نوشته است که در مورد نظریه مسیحیت تردید وجود دارد، زیرا اشعاری از او در مورد اشتیاق به آمیتابه و سرزمین پاک غربی (بهشت بودایی) وجود دارد.
آراکی موراشیگه در ابتدا به عنوان ملازم ایکدا کاتسوماسا، ارباب قلعه ایکدا (ولایت ستسو) در ولایت ستسو خدمت می‌کرد و با دختر ایکدا کاتسوماسا ازدواج کرد و عضوی از خاندان شد، بنابراین همسر اصلی موراشیگه دختر ایکدا کاتسوماسا بود، اما گفته می‌شود که داشی در سال ۱۵۷۹ ۲۱ یا ۲۴ ساله بوده است.
از نظر سنی موراشیگه بیش از ۲۰ سال از داشی بزرگتر بود و به احتمال زیاد همسر غیراصلی یا هم‌بالینی او بوده است. پسر بزرگ موراشیگه، آراکی موراتسوگو، با دختر آکچی میتسوهیده به عنوان همسر اصلی ازدواج کرده بود، بنابراین مشخص است که موراشیگه از نظر سنی مرد جوانی نبوده است.
ایواسه ماتابی پسر موراشیکه، که در زمان سقوط قلعه آریئوکا ۲ ساله بود، ممکن است کودک داشی بوده باشد، اما معلوم نیست.
در سال ۱۵۷۸، شوهرش آراکی موراشیگه علیه اودا نوبوناگا (نبرد قلعه آریئوکا) شورش کرد. موراشیگه شجاعانه در برابر ارتش نوبوناگا مقاومت کرد، اما در ۲ سپتامبر ۱۵۷۹ از قلعه آریئوکا فرار کرد و قلعه آریئوکا که توانایی مقاومت خود را از دست داده بود، در ۱۹ نوامبر قلعه را تسلیم کرد و داشی توسط ارتش اودا اسیر شد. هنگامی که نوبوناگا قلعه آریئوکا را پس از تسلیم تحویل گرفت، از کیوزائمون خواست تا موراشیگه را که در قلعه آماگاساکی بود را متقاعد کند و آن قلعه را به عنوان شرطی برای نجات جان خانواده آراکی و سربازان آریئوکا تسلیم کند. با این حال، موراشیگه به این شرط پاسخ نداد و به مقاومت ادامه داد. نوبوناگا از رفتار غیراصولی موراشیگه و دست نشاندگانش خشمگین شد و از برادرزاده اش تسودا نوبوزومی خواست ۳۷ نفر از اعضای خانواده آراکی را به کیوتو به همراه خود ببرد، جایی که آنها در ۱۶ دسامبر در روکوجو گاوارا اعدام شدند.
در نوبوناگا کوکی، او به عنوان «زیباترین زنان جهان» و در «تاچیری ساکیو ریوسوتسوگی نیودو ریوساکی» به عنوان «یکی از زیباترین زنان» توصیف شده است. گفته می‌شود که سن او در «نوبوناگا کوکی» ۲۱ سال و در «تاچیری ساکیو ریوسوتسوگی نیودو ریوساکی» ۲۴ سال است. از آنجا که دو خواهر کوچکتر داشی نیز با ملازمان موراشیگه ازدواج کرده بودند، هر دو در روکوجو گاوارا اعدام شدند.
سه روز قبل از آن، در ۱۳ دسامبر، ۱۲۲ گروگان در ناناماتسو در خارج از قلعه آماگاساکی مصلوب شدند و ۵۱۲ گروگان دیگر را به اجبار وارد چهار خانه کردند و در آتش سوزاندند. حتی پس از مرگ داشی، موراشیگه به مقاومت در برابر نوبوناگا ادامه داد، اما در مارس ۱۵۸۰ با قایق به قلمرو موری گریخت و شورش موراشیگه پایان یافت.